# Ritzfuge

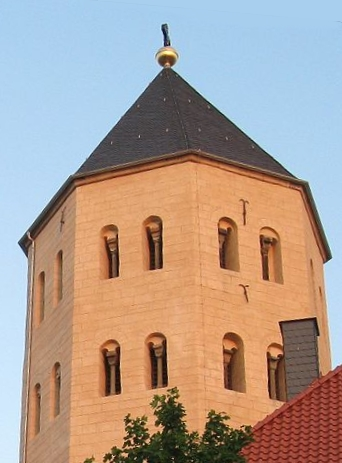
Fugenritzung am Beispiel der Gaukirche Paderborn

Die Ritzfuge ist ein architektonisches Gestaltungselement.
Ursprünglich wurden die Fugen zwischen den Steinen eines Mauerwerkes reichlich mit Mörtel gefüllt und dieser vor der Aushärtung rund um den Stein eingeritzt, sodass ein Rahmen rund um den Stein entstand. Diese Rahmen wurden oft mit einer dünnen Putzschicht ausgefüllt, welche die Steine gänzlich überdeckte.
In mittelalterlichen Bauten wie Burgen wurde oft der Rasa-Pietra-Verputz angewendet (= verstrichener Stein). Bei dieser Technik wurde der Mörtel zwischen den einzelnen Mauersteinen verstrichen, bis die Mauer eine nahezu ebene Fläche bildete, die Steinköpfe jedoch unbedeckt blieben. Manchmal wurden zusätzlich mit der Maurerkelle Fugen in den feuchten Mörtel gezogen, um ein Fugenbild zu erhalten („Fugenstrich“).
Heute werden bei der Fugenritzung in den glatten Putz eines Mauerwerkes Fugen eingeritzt und oft mit kontrastierender Farbe versehen. Dadurch wird suggeriert, dass es sich um steinsichtiges Mauerwerk handelt.